# Daniele Cappellari
Daniele Cappellari, né le 27 mars 1997 à Tolmezzo, est un biathlète italien.

## Carrière
Membre des Fiamme Oro, Cappellari fait ses débuts en compétition internationale en 2016 aux Championnats du monde jeunesse, où il est médaillé de bronze avec le relais.
En 2018, après les Championnats du monde junior, où il est notamment cinquième de l'individuel, il est appelé dans un relais en Coupe du monde à Oslo. Il prend son premier départ individuel la saison suivante à Antholz, après avoir obtenu un podium en IBU Cup au super sprint à Obertilliach. Aux Championnats du monde junior 2019, il prend la médaille de bronze sur le relais.
Pour la première étape de la Coupe du monde 2019-2020, il se retrouve sur le podium du relais avec Thomas Bormolini, Dominik Windisch et Lukas Hofer. Quelques semaines plus tard, il prend part aux Championnats du monde à Anterselva, en Italie.

## Palmarès

### Championnats du monde
| Épreuve / Édition                | Individuel | Sprint | Poursuite | Départ en masse | Relais | Relais mixte |
| Mondiaux 2020 Antholz-Anterselva | —          | 74e    | —         | —               | 7e     | —            |
| Mondiaux 2025 Lenzerheide        |            | 57e    | 55e       |                 |        | —            |

Légende :
- — : non disputée par Daniele Cappellari

### Coupe du monde
- 1 podium en relais : 1 troisième place.

Mise à jour le 7 décembre 2019

### Championnats du monde junior
- Médaille de bronze au relais en 2019 à Osrblie.

### Championnats du monde jeunesse
- Médaille de bronze au relais en 2016 à Cheile-Gradistei.

### Championnats d'Europe junior
- Médaille d'argent au relais mixte en 2018 à Pokljuka.

### IBU Cup
- 4 podiums individuels.